# Cymbopogon annamensis
Cymbopogon annamensis är en gräsart som först beskrevs av Aimée Antoinette Camus, och fick sitt nu gällande namn av Aimée Antoinette Camus. Cymbopogon annamensis ingår i släktet Cymbopogon, och familjen gräs. Inga underarter finns listade i Catalogue of Life.